# ラサ

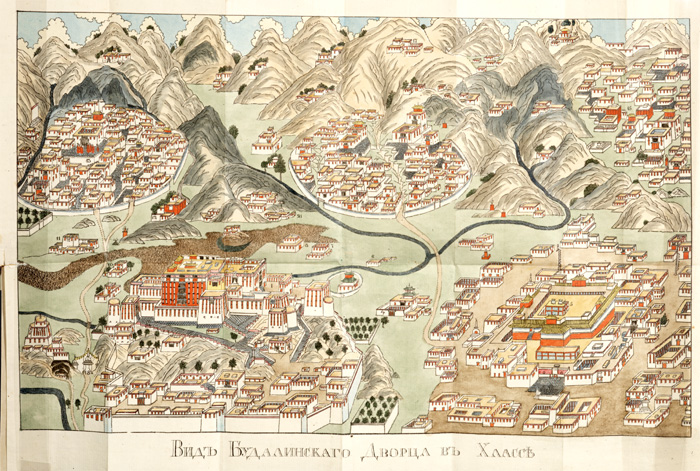
イアキンフ・ビチュリンが19世紀に作成したラサの地図

ラサ（ལྷ་ས་,lha sa）は、吐蕃時代の7世紀に成立したチベットの古都。吐蕃時代（7世紀 - 842年）やダライ・ラマ政権時代（1642年 - 1959年）に政権の本拠地がおかれて政治的中枢となり、また政権の変遷をこえて文化的中枢でありつづけた。チベット、モンゴル、満州などの諸民族から構成されるチベット仏教文化圏の中枢でもある。
トゥルナン寺のチョカン（本殿）をとりまくナンコル、トゥルナン寺の境内をとりまくパルコル、パルコルを東の中心、ポタラ宮があるマルポリの丘・薬王山チャクポリを西の中心とする楕円状をなすリンコルの、三重の環状巡礼路をメインストリートとし、ダライ・ラマ政権の末期には、古都ラサの市長「ミプン」はリンコルの内部を管轄していた。
1960年、中国政府により、古都ラサと郊外、ウー地方北部諸県を領域とする地級市拉薩市(ラサ市)が設置された。中国の統治下で、リンコルの西縁をはさんでマルポリ・チャクポリの周辺に新市街が開発された。
表記はチベット語：ལྷ་ས་ ワイリー方式：lha sa／蔵文ピンイン：Lhasa、中国語簡体字：拉萨／繁体字：拉薩、英語：Lhasa。

## 名称
チベット語「ラ(lha)」は神（デーヴァまたは仏、または王）を、「サ(sa)」は土地を意味し、すなわち「神の地」を意味する。吐蕃時代の中国の文献には邏娑あるい邏些の名で記される。
一年を通じ晴天が多い事から「太陽のラサ (nyi ma lha sa)」とも呼ばれる。
古い日本語資料では「ラッサ」という表記も見られた。

## 建国当初のチベットの都とラサの伝説
『旧唐書』の「吐蕃伝」には、首都がラサ(羅些)であること、ラサに城郭や家屋があるが、貴人たちはフェルト製のテント（プル）に居住した。『新唐書』は、チベット国の君主（ツェンポ）がキチュ川のほとり（=ラサ）と「ペルボ川」のほとりを季節移動し、ツェンポが住まうテントを「大プル」と称し、厳重に警備され、数百人を収容可能であったとのべる。

### 羅刹女を調伏する12箇寺
チベットの国土はうつぶせた羅刹女とかんがえられ、チベットが開化し、仏教が定着するためにはこの羅刹女は調伏される必要があった。ラサが建設されるオータンタプリ湖は、羅刹女の心臓に位置していた。

### ラサ建設と2王妃将来の本尊についての伝説
7世紀初頭までは「ラサ（lha sa）」（神(lha)の地）のほか、「ラサ(ra sa)」（ヤギ(ra)の地）とも書かれた。
後代に成立したラサの建設に関する伝説では、ラサの建設は吐番王朝のソンツェンガムポ王による。
ソンツェン王は中国からギャサ（文成公主）、ネパールからペルサ（ブリクティ）という二人の妃を迎えた。二人の妃はそれぞれ、自国から携えてきた仏像を祀る寺院を建立させた。
ギャサがもたらした仏像を祀る寺として建立されたのがラモチェ寺、ペルサがもたらした仏像をまつるのがトゥルナン寺である。
7世紀初頭までは「ラサ(ra sa)」（ヤギ(ra)の地）とも書かれ、従って後代に成立したラサの建都伝説では、トゥルナン寺は小さな湖上を土や丸太で埋め立てて建立された。土や丸太の運搬には多数のヤギ(ra)が用いられ、トゥルナン寺の落慶ののち、ヤギの栄誉をたたえ、一頭のヤギ像が寺の傍らに建造され、「ヤギの地」という呼称が生じた、という物語が付加されている。
のちにトゥルナン寺とラモチェ寺の間で本尊の入れ替えが生じたとされ、現在ではギャサがもたらしたとされる仏像（チョウォ・リンポチェ）がトゥルナン寺に、ペルサがもたらしたとされる仏像がラモチェ寺にある。

## 歴史
7世紀前半にチベットを統一した吐蕃第33代ソンツェン・ガンポによりチベットの都と定められ、641年には文成公主（「公主」は中国の王室の女性に対する称号）がチベットのツェンポ（王）の妃として迎えられた。
9世紀の吐蕃の崩壊以後、チベットの政治的中心は、サキャパ政権のサキャ、パクモドゥパ政権のツェタン、リンプンパ政権・デシー・ツァンパ政権のシカ・サムドゥプツェなど、時期ごとの覇者たちの所在地を転々としたが、宗教的中心地としての地位は不動であった。1414年にはラサ三大寺の筆頭ガンデン寺の建立をかわぎりにゲルク派の本拠地となり、17世紀中期には熱心なダライ・ラマの信者であったオイラト族ホシュート部のグーシ・ハーンがチベットの大部分を征服したことをきっかけとして、ダライ・ラマの宗派を超えた宗教上の最高権威としての地位が確立され、諸宗派に対するゲルク派の優位、とりわけモンゴルにおけるゲルク派の優勢が決定的となった。
1642年に成立したダライ・ラマ政権は、当初歴代ダライ・ラマの居館があったデプン寺のガンデンポタンに置かれ、行政府の呼称はこれにちなんで「ガンデンポタン」とされた。政権の拠点としてポタラ宮殿の建設が1645年より開始され、1660年に完成したが、ポタラ宮殿への移転後も、行政府の「ガンデンポタン」という呼称は継承された。
ダライ・ラマ政権の発足により、ラサは再びチベット全域の政治的、経済的、文化的中枢の地位を獲得しただけでなく、チベット人、モンゴル人、満州人などから構成されるチベット仏教文化圏の中心ともなった。

## 古都ラサの構造と行政
古都ラサは、ナンコル・パルコル・リンコルの三重の環状道路から構成されている。
'古都ラサの領域はリンコルの内部で、ミプン(mi dpon)という行政官がおかれていた。モンラム大祭の期間のみ、ラサ三大寺の'シェゴがミプンにかわり街の行政を担った。
ナンコルとは、トゥルナン寺の本尊チョウォ・リンポチェ像の周囲をめぐる環状の回廊である。
パルコルは、トゥルナンの門前広場を起点として、境内の外側を一周する道路で、古都ラサのメインストリートである。リンコルは、古都ラサの外縁を一周する道路である。
【ナンコル】
「ナンコル」は「内側の環状巡礼路」の意。
トゥルナン寺の構造は、本殿（チョカン）内の中心に千手観音像，弥勒像，パドマサンババ像などが置かれたキンコル・ティル（中庭）があり、それを取り巻く形で本尊チョウォ・リンポチェ像を祀る釈迦堂をはじめとする17のお堂が配置されている。トゥルナン寺の正門を入ってすぐ手前に広がるキャムラ・チェンモ（大中庭）を起点として、本殿をとりまき、マニ車が配置された巡回路がナンコルである。
【パルコル】
「パルコル」は「まんなかの環状巡礼路」の意。
西方にむかって開いたトゥルナン寺正門前広場を起点とし、同寺境内の外周を取り巻いている環状道路。古都ラサのメインストリートである。中国名「八角街」の「八角」とは、清末の1910年にチベットに侵攻してラサを占領した四川総督趙爾豊靡下の四川兵が中国語の四川方言によって「パルコル」を音写することによって成立した表記。中華民国の「国語」、中華人民共和国の「普通話」では「パージュェ」と発音されるが、中華民国の歴代政権や中華人民共和国はこの漢字表記を改めることなく、パルコルにたいする中国語の正式表記として用い続けている。
中華人民共和国は古都ラサに対する直接統治を開始すると、中国の諸都市に施行した制度にならい、いくつかの「居民委員会」を設置したが、パルコルを管轄する居民委員会の呼称については、「八角」という表記ではなく、チベット語の発音をより忠実に音写した「八廓」という表記が採用され、「八廓居民委員会」と呼ばれている。「八角」と「八廓」は、ひとつの「パルコル」というチベット語が異なる時代の異なる方言で音写されることによって成立した表記である。
【リンコル】
ラサの旧市街の東方、北方、南方をめぐり、ポタラ宮殿のあるマルポリ、薬王山（チャクポリ）の西側をとおる、もっとも外縁に位置する環状巡礼路。
現在、リンコル・ロラム（林廓南路）はラサ旧市街の下町をとおり、リンコル・シャルラム（林廓東路）、リンコル・チャンラム（林廓北路）、リンコル・ヌプラム（林廓西路）は路幅が拡張されてラサ市のメインストリートとなっている。